# Jonang-Kloster
| Tibetische Bezeichnung              |
| ----------------------------------- |
| Tibetische Schrift: ཇོ་ནང་དགོན་པ      |
| Wylie-Transliteration: jo nang dgon |
| Andere Schreibweisen: jonangön      |
| Chinesische Bezeichnung             |
| Vereinfacht: 觉囊寺, 觉摩囊寺       |
| Pinyin:Juenang Si, Juemonang si     |

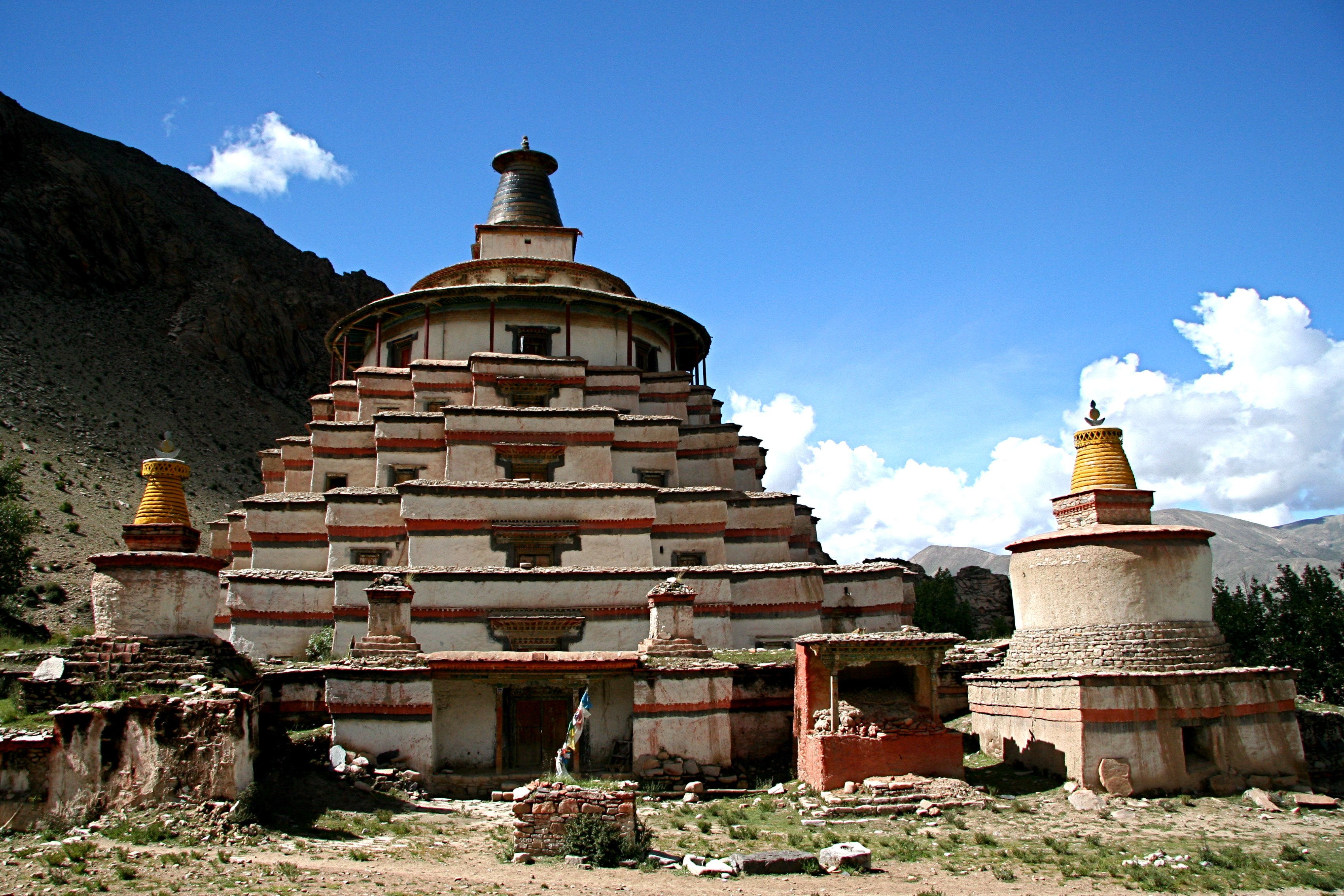
Große Dölpopa-Stupa im Jonang-Kloster

Das Jonang-Kloster (tib. jo nang dgon) oder Jomonang-Kloster ist ein für die Geschichte des tibetischen Buddhismus bedeutendes Kloster in der Gemeinde Phüntshogling des Kreises Lhatse von Shigatse (Lhoka) in Tibet. Es befindet sich am südlichen Ufer des Yarlung Tsangpo am Ort Jonang bzw. mit vollständiger Bezeichnung Jomonang auf 4700 m Höhe.

## Geschichte
Das Kloster wurde 1293 von Künpang Thugje Tsöndrü (kun spangs thugs rje brtson 'grus; 1243–1313) gegründet. Es ist das Gründungskloster der Jonang-Schule des tibetischen Buddhismus, deren Namen von diesem Kloster stammt. Das Kloster wurde später als Jonang Phüntshogling (jo nang phun tshogs gling) bezeichnet. Es war eine Wirkungsstätte des großen Jonang-Meisters Taranatha (1575–1634).
Unter dem „Großen Fünften“ Dalai Lama (1617–1682) wurde die Jonang-Schule aufgrund ihrer Verwicklungen in die politischen Wirren des 17. Jahrhunderts mit einem Bann belegt. Sie überlebte jedoch im östlichen Tibet, fern von Lhasa.
Die Jonang-Tradition wurde unter dem gegenwärtigen 14. Dalai Lama, Tenzin Gyatso, im Exil wiederbelebt.